# Das Mädchen Tamiko
Das Mädchen Tamiko ist ein US-amerikanisches Filmmelodram aus dem Jahre 1962 von John Sturges mit Laurence Harvey in der männlichen Haupt- und France Nuyen in der Titelrolle. Der Geschichte liegt der Roman A Girl Named Tamiko von Ronald Kirkbride zugrunde.

## Handlung
Ivan Kalin, Sohn eines Russen und einer Chinesin, ist infolge der Kriegswirren 1945 in Japan „hängen geblieben“. Mehr schlecht als recht schlägt er sich in Tokio als Fotograf durch und hat die Nase voll von dem Land. Sein Privatleben wird weitgehend von unverbindlichen Frauenbekanntschaften bestimmt, die ihn aber innerlich nicht wirklich befriedigen. Kalin sucht händeringend eine Gelegenheit, um in die USA auszuwandern. Da bietet sich die attraktive aber nach außen hin eher unterkühlt wirkende US-Botschaftsangestellte Fay Wilson, die nicht nur verheiratet ist, sondern auch noch seine Fahrkarte über den großen Teich auf die andere Seite des Pazifiks sein könnte, zumal sich die gelangweilte Upper-Class-Lady geradezu leidenschaftlich an Ivans Hals wirft, um ihrem grauen Alltag mit dem deutlich älteren Ehemann Max zu entfliehen. Nur sie ist in der Lage, Ivan das benötigte Visum für Amerika auszustellen.
Für Ivan ist Fay jedoch lediglich Mittel zum Zweck, ihre Gefühle erwidert er nicht. Da begegnet der Eurasier eines Tages der wunderschönen und liebevoll-sanftmütigen Japanerin Tamiko. Ivan ist hin und weg und verliebt sich augenblicklich in die zarte Japanerin. Damit aber geraten all seine Pläne, das Land schnellstmöglich hinter sich zu lassen, zu Makulatur. Doch Tamiko entstammt einer sehr traditionellen, konservativen und adeligen Familie, die einen wie ihn, einen „Gaijin“, niemals akzeptiert werden wird. Ivan, insgeheim selbst von Rassismen und Vorurteilen nicht unberührt geblieben, muss nun selbst all seine Überzeugungskraft aufwenden, um die Vorurteile und Befürchtungen auf Seiten der Japaner zu zerstreuen und beweisen, dass er Tamiko ein treuer, anständiger und guter Ehemann werden kann und ihre Ehre nicht beschmutzen wird. Und so beschließt Ivan, auch weiterhin in Japan zu bleiben.

## Produktionsnotizen
Das Mädchen Tamiko entstand vor Ort in Japan und erlebte am 27. Dezember 1962 seine Uraufführung. Die deutsche Premiere fand am 25. Januar 1963 statt.
Paul Nathan übernahm die Produktionsleitung. Hal Pereira entwarf die von Walter H. Tyler ausgeführten Filmbauten, Sam Comer übernahm die Ausstattung. Wally Westmore sorgte für die Masken und das Makeup. Farciot Edouart übernahm die Spezialfotografie, W. Wallace Kelley war Kameramann der zweiten Equipe.

## Kritiken
Der Spiegel schrieb in seiner Ausgabe vom 13. Februar 1963: „Nachdem Hollywood die Japaner zwei Jahrzehnte lang rassisch verfolgt hatte, ersann es transpazifische Konflikte harmloserer Art. (…) Regie-Veteran John Sturges ("Stadt in Angst") entsagte bei der Inszenierung dieses Lichtspiels höherem Ehrgeiz. Sein in Bilderbogen-Manier gefertigtes Farbwerk normaler Länge erweckt den Eindruck, als säße man einen Tag lang im Kino. Hauptdarsteller Laurence Harvey ("Der Weg nach oben"), der neben der Filmasiatin vom Dienst, France Nuyen ("South Pacific"), agiert, erweist sich getreu seinem Filmruf als ausdauernd mürrisch.“

„Die Hyer vernascht den Harvey im roten Licht der Dunkelkammer; doch damit die aktive Frau nicht ganz so fade dreinsehe, wirft ein Scheinwerferlicht so mal eben durch all die Röte weißes Licht auf ihr Profil. Von ähnlicher Konsequenz sind auch die paar anderen formalen Bemühungen des Films. Die Romanverfilmung ist im monotoneren Und-dann-und-dann-Stil gehalten.“

„In Tokio spielende, schwülstige Seifenoper.“

„Melodramatische Romanverfilmung mit mittelmäßigen Darstellern, deren Hauptinteresse den sentimentalen Aspekten des Stoffes gilt.“

„Stumpfsinniges, romantisches Melodram mit schummrigen Auftritten.“